# Real Live Roadrunning
Real Live Roadrunning è un album dal vivo che conclude la collaborazione tra il musicista britannico Mark Knopfler e la cantante statunitense Emmylou Harris, nata con l'album All the Roadrunning nel 2006.

## Il disco
Il duetto tra l'ex leader dei Dire Straits e l'ex corista di Bob Dylan si ripete in un tour di rara eleganza musicale che vede una delle sue tappe più suggestive all'Arena di Verona il 3 giugno 2006.
Al termine di questo tour è prodotto un DVD che registra la serata al Gibson Ampitheatre di Universal City ed un CD con il meglio del concerto più una bonus track dalla serata di Washington.
Nell'album sono presenti brani sia di Emmylou Harris che di Mark Knopfler, oltre ad alcuni classici dei Dire Starits come Romeo and Juliet e So Far Away.

## Tracce
Tutte le canzoni sono scritte da Mark Knopfler, tranne Red Dirt Girl e Belle Starr scritte da Emmylou Harris, Boulder to Birmingham scritta da Emmylou Harris e Bill Danoff, Born to Run scritta da Paul Kennerley.

### CD

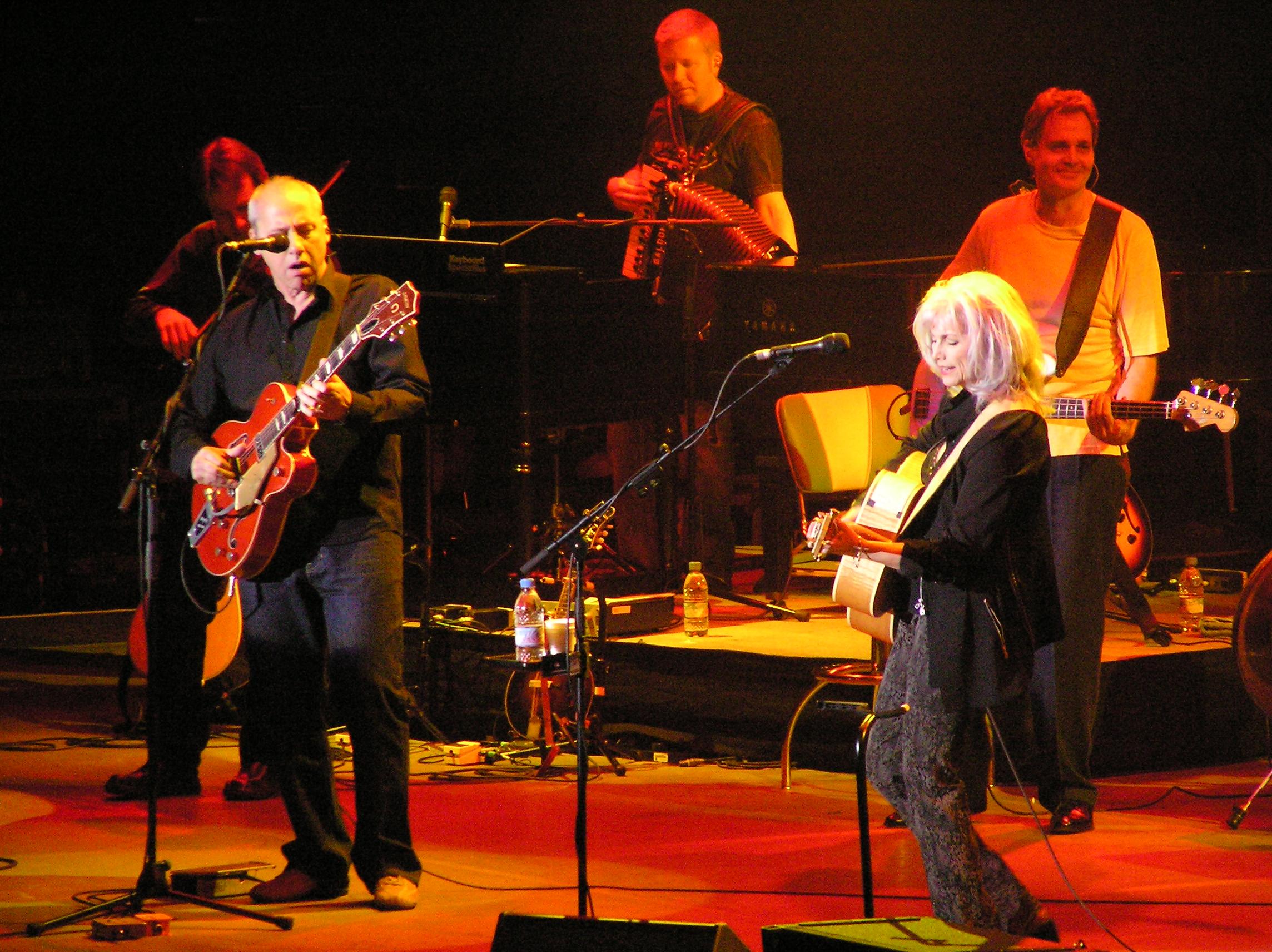
Mark Knopfler ed Emmylou Harris in concerto. Amburgo, 28 maggio 2006

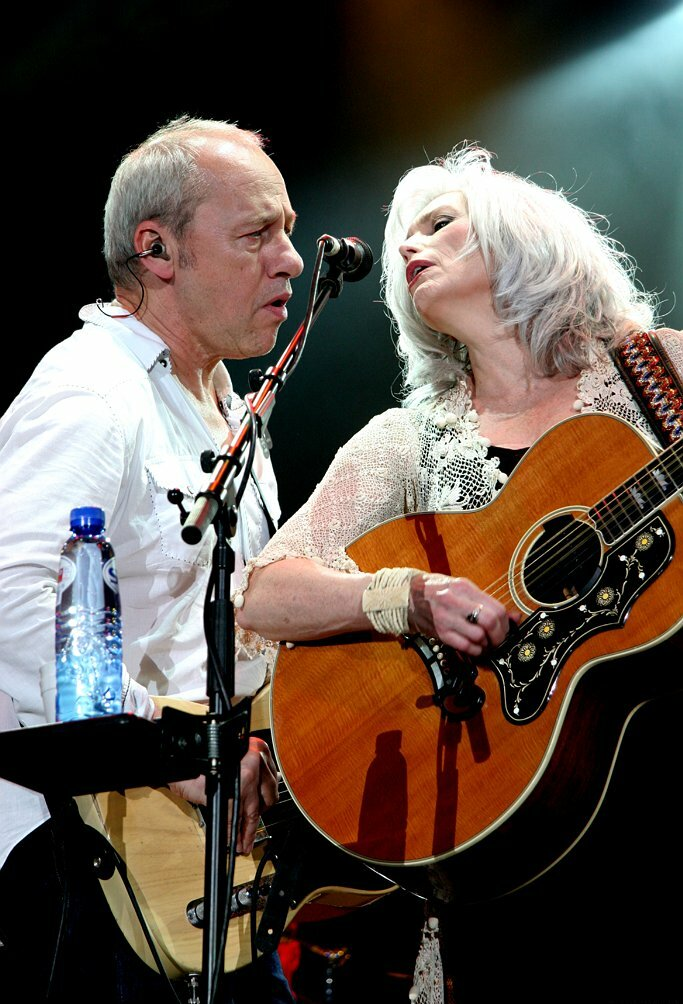
Mark Knopfler ed Emmylou Harris all'Ahoy Rotterdam nel 2006

1. "Right Now" - 4:52
2. "Red Staggerwing" - 4:53
3. "Red Dirt Girl" - 4:31
4. "Done with Bonaparte" - 5:16
5. "Romeo and Juliet" - 9:13
6. "All That Matters" - 3:20
7. "This Is Us" - 5:18
8. "All the Roadrunning" - 5:20
9. "Boulder to Birmingham" - 3:39
10. "Speedway at Nazareth" - 6:59
11. "So Far Away" - 4:43
12. "Our Shangri-La" - 7:56
13. "If This Is Goodbye" - 4:53
14. "Why Worry" - 4:09

### DVD
1. "Right Now"
2. "Red Staggerwing"
3. "Red Dirt Girl"
4. "I Dug Up a Diamond"
5. "Born to Run"
6. "Done with Bonaparte"
7. "Romeo and Juliet"
8. "Song For Sonny Liston"
9. "Belle Starr"
10. "This Is Us"
11. "All the Roadrunning"
12. "Boulder to Birmingham"
13. "Speedway at Nazareth"
14. "So Far Away"
15. "Our Shangri-La"
16. "If This Is Goodbye"
17. "Why Worry"

Tutte le canzoni sono registrate dal vivo al Gibson Ampitheatre di Universal City il 28 giugno 2006, tranne All That Matters a Washington il 21 giugno 2006.

## Formazione
- Mark Knopfler - chitarra e voce
- Emmylou Harris - chitarra e voce
- Richard Bennett - chitarra
- Guy Fletcher - tastiera
- Stuart Duncan - violino e mandolino
- Danny Cummings - batteria
- Glen Worf - basso
- Matt Rollings - tastiera, piano e fisarmonica